# Mathieu
Mathieu ist eine französische Gemeinde mit 2.339 Einwohnern (Stand: 1. Januar 2022) im Département Calvados in der Region Normandie. Sie gehört zum Arrondissement Caen und zum Kanton Ouistreham. Die Einwohner werden als Mathieusains bezeichnet.

## Geografie
Mathieu liegt nahe der Küste zum Ärmelkanal. Umgeben wird Mathieu von den Nachbargemeinden Cresserons und Plumetot im Norden, Hermanville-sur-Mer im Nordosten, Périers-sur-le-Dan im Osten, Biéville-Beuville im Südosten, Cambes-en-Plaine im Süden, Anisy im Westen, Anguerny im Westen und Nordwesten sowie Douvres-la-Délivrande im Nordwesten.

## Bevölkerungsentwicklung
| Jahr                       | 1793 | 1836 | 1876 | 1926 | 1946 | 1968 | 1990 | 2019 |
| Einwohner                  | 813  | 900  | 710  | 581  | 658  | 964  | 1577 | 2286 |
| Quellen: Cassini und INSEE |      |      |      |      |      |      |      |      |

## Sehenswürdigkeiten
- Kirche Notre-Dame-de-l’Assomption aus dem 12. Jahrhundert, Umbauten bis zum Ende des 19. Jahrhunderts, seit 2006 Monument historique[2]
- Schloss Mathieu mit Kapelle
- Schloss Vauville aus dem 17. Jahrhundert, seit 1972 Monument historique[3]
- Herrenhaus Saint-Jean aus dem 16./17. Jahrhundert, seit 1981 Monument historique[4]

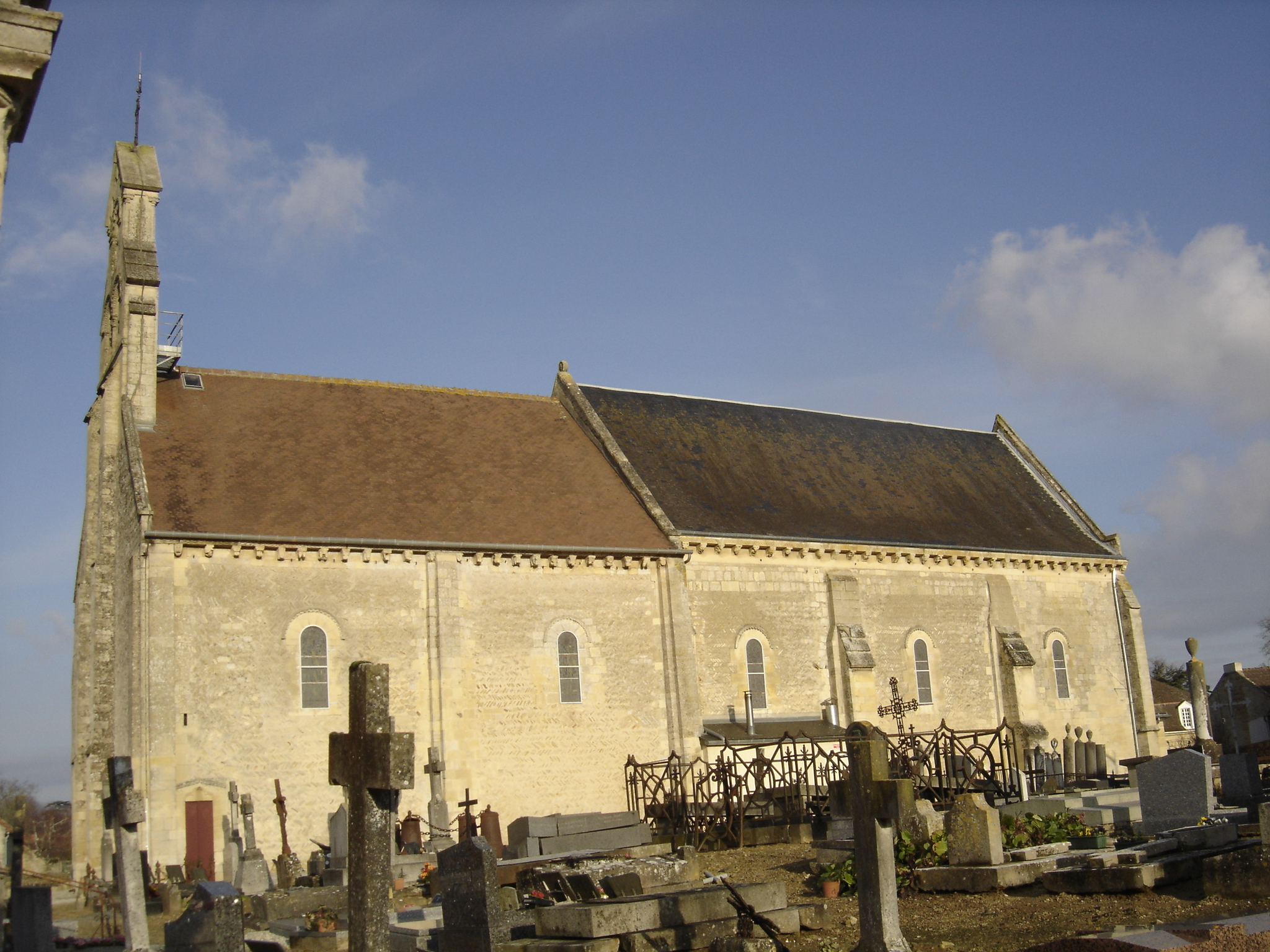
Kirche Notre-Dame-de-l’Assomption
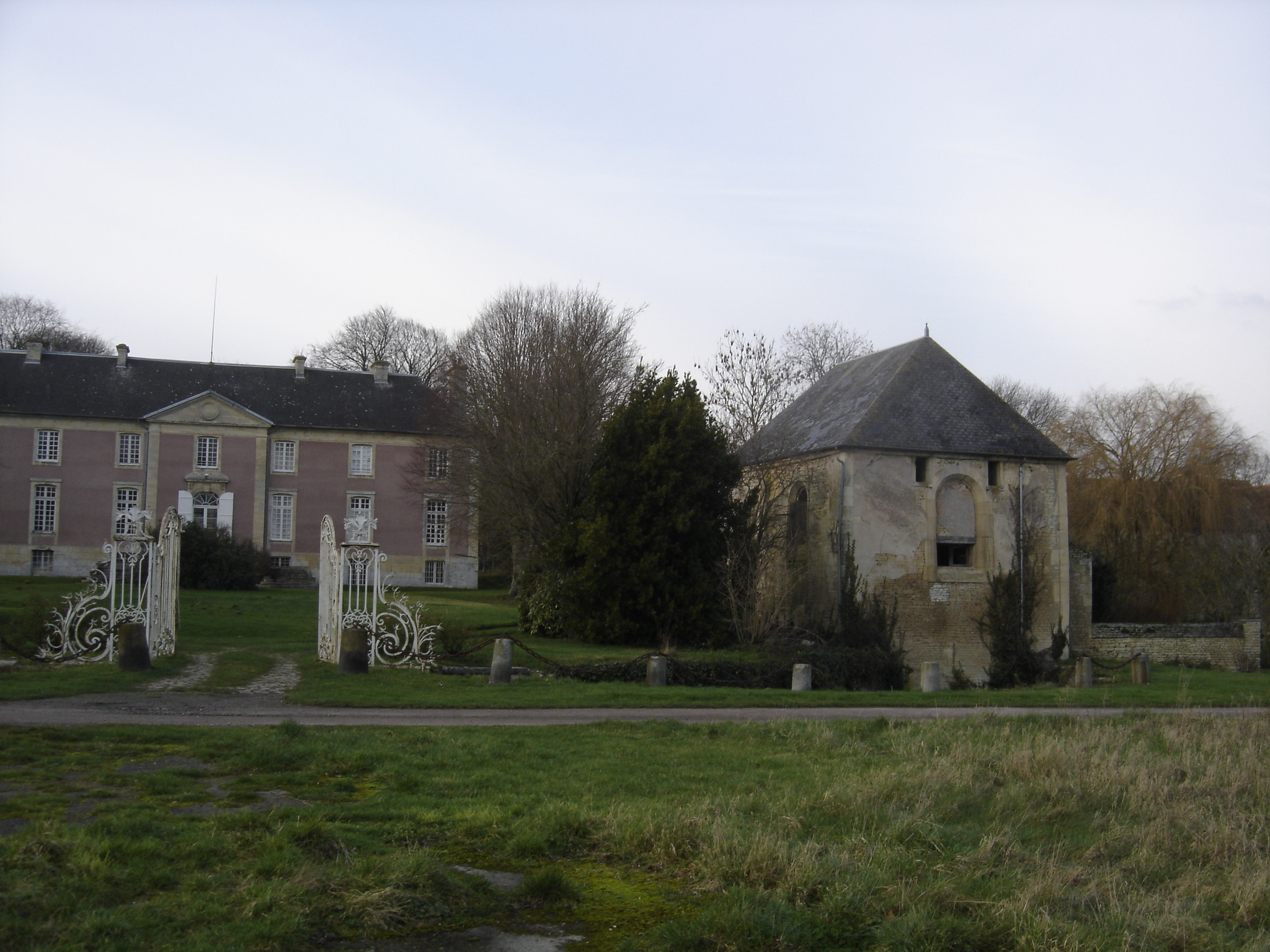
Schloss Mathieu
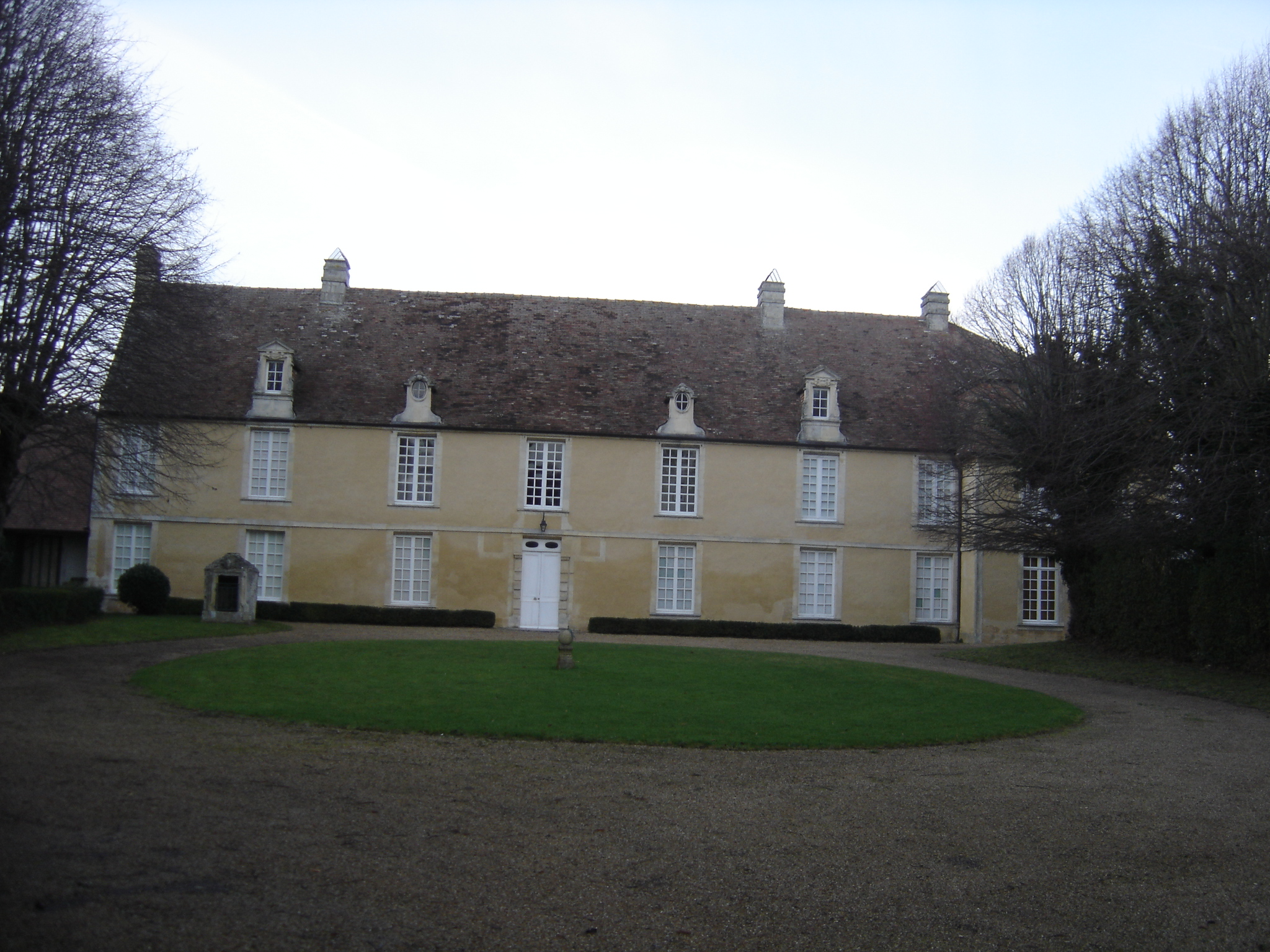
Schloss Vauville
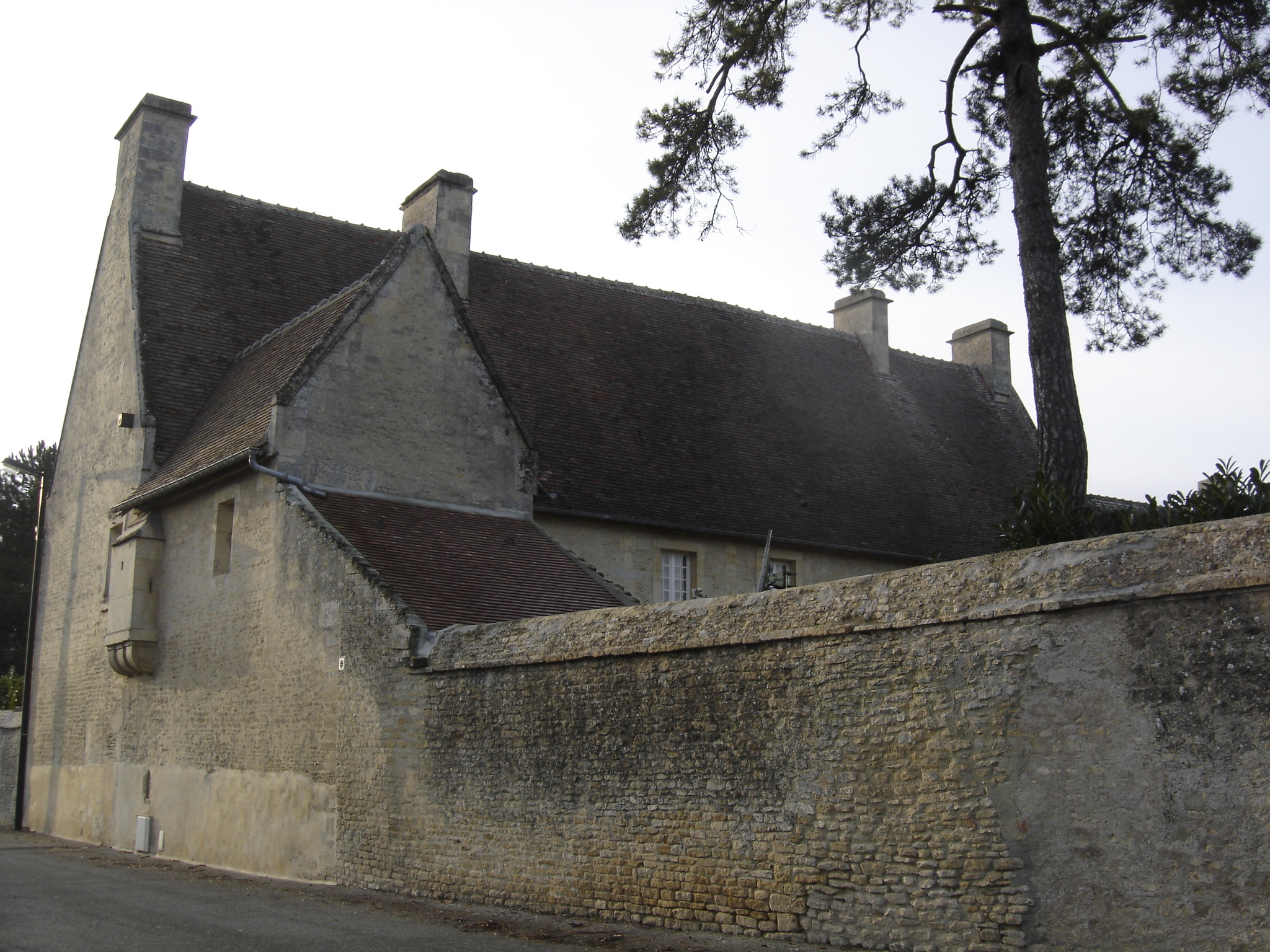
Herrenhaus Saint-Jean

## Persönlichkeiten
- Jean Marot (um 1450–1526), Dichter
- Guillaume-François Rouelle (1703–1770), Chemiker
- Hilaire-Marin Rouelle (1718–1779), Apotheker und Chemiker
- Fulgence Fresnel (1795–1855), Diplomat und Orientalist